# P. Ramlee
P. Ramlee, właśc. Teuku Zakaria Teuku Nyak Puteh (ur. 22 marca 1929 w Penang, zm. 29 maja 1973 w Kuala Lumpur) – malezyjski aktor, dramaturg, reżyser, producent, kompozytor i piosenkarz.
W trakcie swojej kariery (trwającej 24 lata) wystąpił w rolach głównych w 62 filmach oraz wyreżyserował 34 produkcje. Ponadto skomponował 249 utworów muzycznych.
Zmarł w 1973 roku na atak serca.